# Åsa Westlund
Åsa Ingrid Gunilla Westlund (ur. 19 maja 1976 w Anderstorp) – szwedzka polityk, posłanka do Parlamentu Europejskiego VI i VII kadencji, deputowana krajowa.

## Życiorys
W 2000 na Uniwersytecie w Göteborgu uzyskała dyplom z zakresu nauk politycznych. Do 2001 odbywała także studia prawnicze. Od 1999 zajmuje stanowiska we władzach Socjaldemokratycznej Partii Robotniczej. W latach 2001–2003 była przewodniczącą Socjaldemokratycznego Związku Studentów w Szwecji. Pracowała w Ministerstwie Oświaty, a także jako sekretarz polityczny w zarządzie socjaldemokratów. Zasiadała w różnych komisjach gminy Haninge i regionu Sztokholm.
W 2004 z listy SAP uzyskała mandat deputowanej do Parlamentu Europejskiego. W wyborach w 2009 skutecznie ubiegała się o reelekcję. W PE VII kadencji przystąpiła do grupy Postępowego Sojuszu Socjalistów i Demokratów oraz Komisji Ochrony Środowiska Naturalnego, Zdrowia Publicznego i Bezpieczeństwa Żywności. W 2014 wybrana na deputowaną do Riksdagu, mandat poselski utrzymywała również w 2018 i 2022.